# Steghorn
Das Steghorn ist ein 3147 m ü. M. hoher Berg in den Berner Alpen zwischen Engstligenalp und Gemmipass im Schweizer Kanton Bern.
Die einfachste Besteigung führt von der Lämmerenhütte im Wallis über den Steghorngletscher oder über das Leiterli (einfache Felsen). Eine andere Route führt von der Engstligenalp über den Grat zwischen Steghorn und Wildstrubel.
Das Steghorn kann auch im Winter von beiden Seiten als Skitour bestiegen werden, die Tour mit Ausgangspunkt Engstligenalp ist jedoch sehr anspruchsvoll. Die Tour ab Lämmernhütte via Steghorngletscher ist gemäss SAC-Skitourenskala als L klassifiziert.